# Splatterhouse: Wanpaku Graffiti
Splatterhouse: Wanpaku Graffiti (スプラッターハウス わんぱくグラフィティ?) è un videogioco d'azione pubblicato nel 1989 da Namco per Famicom.
Parodia del videogioco arcade Splatterhouse (Wanpaku Graffiti è traducibile "brutti graffiti"), il gameplay è simile a titoli quali Monster Party con l'aggiunta di elementi platform.